# Юньков, Михаил Григорьевич
Михаи́л Григо́рьевич Юнько́в (22 декабря 1922, дер. Турмадеево Темниковского уезда Тамбовской губернии — 13 декабря 2017, Москва) — советский и российский инженер и учёный, организатор науки и промышленности в области автоматизированного электропривода, основатель научной школы разработки электроприводов, доктор технических наук, профессор, почетный академик Академии электротехнических наук Российской Федерации, Заслуженный деятель науки и техники Российской Федерации, участник Великой Отечественной войны.

## Биография

### Ранние годы
Родился в семье крестьян Юнькова Григория Дмитриевича и Юньковой (Алышевой) Татьяны Васильевны.
Его младший брат — Юньков Алексей Григорьевич (1925-25.05.1944), красноармеец 291 стрелкового полка 63 стрелковой дивизии 1-го Прибалтийского фронта, погиб в бою при освобождении Витебской области БССР.
В 6-летнем возрасте М. Г. Юньков с родителями и братом переехал в Москву, где семья поселилась в районе Измайлово (до и во время войны семья Г. Д. Юнькова проживала по адресу: г. Москва, Сталинский р-н, 1-й Парковый переулок д.7а, кв.3).
Здесь он пошёл сначала в церковно-приходскую, а потом в общеобразовательную школу.
В 1940 году окончил 10 классов средней школы, и в том же году был призван на срочную службу в ряды РККА.
До начала Великой Отечественной войны проходил службу в частях 2-го корпуса ПВО Ленинградского военного округа в г.Ленинграде.

### Участие в Великой Отечественной войне
В составе отдельного прожекторного батальона 189-го зенитного артиллерийского полка 2-го корпуса ПВО Северного фронта (с 01.09.1941 — Ленинградского фронта) участвовал в обороне Ленинграда с 22 июня 1941 года.
В начале войны служил в расчёте звукоуловителя, которым командовал Ю. Д. Мельков (после войны — крупный государственный и партийный деятель). Вместе с М. Г. Юньковым в этом же расчёте служил студент Ленинградского кораблестроительного института красноармеец А. В. Рынкович, впоследствии ставший выдающимся кораблестроителем.
Начав службу рядовым, в конце 1942 года М. Г. Юнькову за добросовестную службу присвоено воинское звание «сержант» с назначением командиром расчёта звукопеленгатора. В 1943 году, после перевооружения батальона на радиопрожекторные станции РАП-150 и прохождения курсов переподготовки (они располагались в поселке Лисий Нос) сержант М. Г. Юньков назначен командиром расчёта радиопеленгатора.
В составе 189-го зенитного артиллерийского полка защищал небо Ленинграда, участвовал в воздушной обороне базового аэродрома авиации ПВО Ленинградского фронта) в деревне Углово, въезда на «Дорогу жизни», других важных объектов.
После прорыва блокады Ленинграда, при переформировании ПВО Ленинградского фронта), в 1944 году, направлен для прохождения службы в пехоту.
Как «артиллерист» служил в минометной батарее. Участник штурма и освобождения от немецко-фашистских захватчиков г. Нарва.
После переформирования частей Ленинградского фронта возвращён в войска ПВО Ленинградского военного округа, с осени 1944 по ноябрь 1946 гг. проходил службу в отдельной прожекторной роте 84 бригады ПВО (дислоцированной в г. Ленинграде), где вновь служил в одном взводе с А. В. Рынковичем.
Войну закончил в звании «старший сержант» и в этом же звании демобилизован из действующей армии в конце ноября 1946 года.

### Возвращение к мирной жизни. Учёба
В декабре 1946 года вернулся г. Москву к родителям, которых не видел с момента призыва в армию, то есть с 1940 года.
В начале весны 1947 года вместе со своим однополчанином Василием Дорогининым (впоследствии инженером и кандидатом наук) поступил на подготовительные курсы при Московском энергетическом институте. На курсах из демобилизованных солдат стихийно сложилась бригада, которая за сдельную оплату устанавливала телеграфные столбы, что поддерживало будущих студентов материально.
После восстановления школьных знаний, в том же году поступил на факультет электрификации промышленности и транспорта (ЭПТФ) МЭИ.
В этому моменту в МЭИ сложились признанные научные школы электротехники и электропривода, где в период обучения М. Г. Юнькова на ЭПТФ работали выдающиеся инженеры, профессора А. Т. Голован, Д. П. Морозов, В. Е. Розенфельд, М. Г. Чиликин (в 1952—1976 гг. — ректор МЭИ), и другие ученые, в том числе ученики и соратники выдающегося электромеханика, академика АН СССР К. И. Шенфера.
В 1953 году окончил ЭПТФ МЭИ с отличием, получив квалификацию «инженер-электрик» по специальности «Электропривод и автоматизация промышленных установок».

### Работа в ЦКБ «Электропривод». Образование ВНИИ «Электропривод»
После окончания МЭИ по распределению был направлен на работу в ЦКБ «Электропривод» где в период с 1953 по 1963 гг. прошёл путь от инженера до заместителя начальника ЦКБ.
Задачи, которые ставились промышленностью Советского Союза перед ЦКБ «Электропривод» в части автоматизированных электроприводов, требовали не только конструкторских, но и комплексных научных, производственно-технологических и организационных подходов.
Для решения этих задач в 1963 году при его непосредственном участии создан Всесоюзный научно-исследовательский и проектно-конструкторский институт электропривода (ВНИИ Электропривод), где он стал работать сначала заместителем директора, а с 1968 года и до 1986 года — бессменным директором и подлинным лидером коллектива этого известного во всем мире научно-исследовательского и опытно-конструкторского института.
В 1986 году оставил пост директора ВНИИ Электропривод и стал руководителем филиала кафедры «Автоматизированного электропривода» МЭИ во ВНИИ Электропривод.
После ликвидации ВНИИ Электропривод продолжил работу в ООО «Электропром», где до последнего дня своей жизни вел работы по электроприводам буровых установок и оборудования для нефтяной и газовой промышленности.

### Деятельность ВНИИ Электропривод в1960-е—1990-е годы
Уникальные и масштабные разработки института обеспечили развитие чёрной металлургии, горной, машиностроительной, химической, бумагоделательной и других отраслей нашего хозяйства. Большие работы проводились по развитию атомной энергетики и электрификации сельского хозяйства.
ВНИИЭлектропривод был головным институтом в электротехнической промышленности, он отвечал за развитие не только электропривода, но и подотрасли низковольтного аппаратостроения, координировал работу десятков заводов и конструкторских бюро подотрасли. ВНИИ Электропривод выполнял координацию работы заводов, подведомственных Министерству электротехнической промышленности СССР. Здесь проявились большие организаторские способности М. Г. Юнькова и его государственный подход ко всем решаемым вопросам.
Он определял главные направления научно-технической деятельности института. В период его руководства институт получил признание в СССР и за рубежом. Были организованы опытный завод и отделения в Иваново, Кривом Роге, Челябинске, Луцке, Ангарске. Значительно возросла численность основного персонала.
Благодаря этому коллектив широким фронтом вел работы по созданию средств и систем электропривода и, тем самым, в сжатые сроки обеспечил потребность важнейших отраслей промышленности и сельского хозяйства в электроприводах.
В эту орбиту были включены такие предприятия, как «Электросила», ХЭМЗ, ЧЭАЗ, Александровский и Ангарский электромеханические заводы, Ставропольская «Электроавтоматика», Запорожский «Преобразователь», Луцкий, Рассказовский и Калининский заводы электроаппаратуры, Таллинский электротехнический завод и другие.
В то же время осуществлялось взаимодействие с предприятиями практически всех базовых отраслей промышленности, отраслевых НИИ и КБ, ведущими электротехническими вузами страны. Развернулось сотрудничество с известными зарубежными фирмами.
Приоритетными работами было создание уникальных электроприводов с высокой степенью автоматизации: блюминга-1300 (металлургические комбинаты в Кривом Роге, Челябинске, Новокузнецке, слябинга и блюминга в г. Галац (Румыния), Карагандинского металлургического комбината, автоматизация технологических процессов доменного производства, создание системы электродвижения атомного ледокола «Ленин», создание систем «Логика Т», «УБСР», систем защиты атомных электростанций (СУЗы) и т. д. Разработаны комплектные электроприводы для буровых установок, экскаваторов, в том числе шагающих с объёмом ковша 20 кубических метров, лифтов, машин термической резки, электроприводов постоянного тока с широким диапазоном регулирования скорости, устройств плавного пуска, многоразрядных импульсных и кодовых фотодатчиков.
При непосредственном участии и под руководством М. Г. Юнькова создано несколько поколений электрооборудования для буровых установок наземного и морского бурения нефтяных и газовых скважин, газоперекачивающих станций и других важных объектов. Комплектные электропривода для нефте-газовой отрасли существенно преобразовали и развили отрасль добычи нефти и газа.
Было выполнено много других важных работ.
Для судостроительной промышленности созданы фотокопировальные устройства для линий автоматизированной резки листового металлопроката/
Уникальные реверсивные привода для металлургической промышленности (прокатные станы, слябинги, блюминги, другое тяжелое оборудование) обеспечили успехи советской металлургии и признание потребителей, в том числе поставлялись за границу.
Привода и другие электромеханические устройства для бумажной промышленности, включая датчики натяжения полотна обеспечили развитие бумагоделательного машиностроения.
Институтом разработаны установки для бурения скважин глубиной до 6500 м, а затем и системы для бурения сверхглубоких скважин, в частности, Кольской сверхглубокой скважины.
Выполнены работы по созданию взрывозащищенных комплектов аппаратуры управления на базе тиристорных преобразователей частоты (ТПЧ) шахтного оборудования.
Авторитет ВНИИ Электроприивод и знания М. Г. Юнькова знали и высоко ценили министры электротехнической промышленности СССР А. К. Антонов и его преемник А. И. Майорец. В большинстве зарубежных командировок министра сопровождал М. Г. Юньков. Многие ключевые решения Министерства по развитию производственных мощностей, освоению новой продукции обсуждались и согласовывались с М. Г. Юньковым.

### Научная работа
В 1970 году защитил диссертацию на соискание степени кандидата технических наук, тема диссертации «Разработка и исследование вопросов унификаций и блочного исполнения электроприводов в нефтяной и химической промышленности», а в 1985 году диссертацию на соискание степени доктора технических наук, тема работы: «Научно-техническое обоснование, исследование и разработка электроприводов для буровых установок наземного и морского бурения».
За период его работы во ВНИИ Электропривод сложилась признанная в Советском Союзе и мире научная школа по разработке и производству уникальных электроприводов для оборудования самого различного назначения.
В эти годы институт определился как ведущая научно-производственная школа по электроприводу в стране, где комплексно решались вопросы создания комплексных электроприводов — от научно-технической идеи до внедрения, проходя все стадии разработки, производства, внедрения и эксплуатации.
Научно-технической общественности России, стран СНГ и стран дальнего зарубежья хорошо известны и высоко оценены научные работы в области электропривода, выполненные специалистами ВНИИЭлектропривод. За период 1955—1995 годы получено более 1000 авторских свидетельств, опубликовано свыше 100 монографий и более 1000 статей в научно-технических изданиях, сделано более 500 докладов на научных конференциях и конгрессах, в том числе и международных.
За большие достижения в развитии народного хозяйства страны более 200 сотрудников института награждены орденами и медалями, получено более 300 медалей ВДНХ, 15 сотрудников отмечены правительственными наградами зарубежных стран. В институте работало семь докторов технических наук и более 40 кандидатов технических наук, действовал диссертационный совет.
Несколько десятилетий заместителем М. Г. Юнькова работал доктор технических наук, профессор О. В. Слежановский — выдающийся инженер, теоретик и практик создания унифицированных блочных систем регулирования электроприводов: УБСР (аналоговая ветвь) и УБСР-Д, УБСР-ДИ (дискретная ветвь).
Значительный вклад в работы ВНИИЭлектропривод также внесли заместители М. Г. Юнькова, доктор технических наук, профессор Онищенко Г. Б. и Русаков В. Г., лауреаты Ленинской и Государственных премий Парфенов Б. М., Тищенко Н. А., директора НПЦ и начальники отделов: Абрамов Б. И., Брагилевский Е. Л., Бродский Ю. А., Гераймович И. Г., Гиршберг В.В, Громов В. С., Дацковский Л. Х., Иванов В. В., Иванов Г. М., Ишханов Э. П., Ковтунович В. А., Костюков С. Г., Кочетков В. Д. (в дальнейшем директор ВНИИЭлектропривод), Крылов С. С., Кузнецов Ю. П.,
Кутлер Н. П., Лебедев Е. Д., Меламед Л. Р., Подаруев А. И., Портной Т. З., Скрипник В. М., Федоров А. М., Тимошенко В. Д., ведущие специалисты: Бирюков А. В., Гендельман Б. Р., Зверев Г. А., Иванов А. В., ведущий инженер Каргашин Е. А., Католиков В. Е., Коган А. И., Лажинцев А. М., Федотов А. С. и многие другие.
М. Г. Юньков — бессменный организатор, председатель и член президиума множества научных конференций, посвященных разработке и внедрению автоматизированных электропривода в промышленность. ВНИИЭлектропривод поддерживал связь со всеми ВУЗами СССР, в которых велась подготовка специалистов в области электропривода.
Профессор М. Г. Юньков воспитал многих ученых, конструкторов и организаторов производства, был истинным наставником и вдохновителем нескольких поколений электротехников, работающих в различных отраслях и регионах нашей страны.

### Основные труды
М. Г. Юньков является автором и соавтором четырёх монографий, более 70 статей, шести патентов и 21 авторского свидетельства.
Работы М. Г. Юнькова стали классикой теории и практики построения автоматизированных электроприводов различных отраслей промышленности.
Ниже перечислены некоторые из них:
- Электропривод турбомеханизмов / Г. Б. Онищенко, М. Г. Юньков. — Москва: Энергия, 1972.
- Ильинский Н. Ф., Юньков М. Г. (ред.) Автоматизированный электропривод. М.: Энергоатомиздат, 1990. — 544 с.
- Автоматизированный электропривод : сб. науч. тр. / [ОАО «Электропривод»; под общ. ред. Юнькова М. Г., Слежановского О. В.]. — М. : Знак, 2002. — 272 с.
- Юньков М. Г. и др. Унифицированные системы тиристорного электропривода постоянного тока наземных буровых установок. М. Информэлектро, Серия 08, Электропривод.
- ВНИИэлектропривод — годы войны: научное издание / М. Г. Юньков // Электротехника. — 1995. — N 3. — С. 6-9 . — ISSN 00135860
- Состояние и перспективы развития регулируемых электроприводов: [Докл.] Науч.-техн. «Современ. регулируем. электропривод мал. и сред. мощности на основе интеллект. сил. электрон. и микропроцессор. средств упр.», Москва 2-4 февр., 1994: научное издание / М. Г. Юньков [и др.] // Электротехника. — 1994. — N 7. — С. 2-6 . — ISSN 00135860
- Направление развития электроприводов: научное издание / С. К. Козырев, М. Г. Юньков // 3-я Междунар. конф. «Электромех. и электротехнол.», Клязьма, 14-18 сент., 1998. — М., 1998. — С. 119
- Современный электропривод и основные направления его развития: научное издание / М. Г. Юньков, Б. М. Парфенов // ПУ: Привод и упр. — 2000. — N 0. — С. 16-21. — 7
- Всесоюзные конференции по автоматизированному электроприводу (1947—1987 гг.): научное издание / Ильинский, Н. Ф.; Юньков, М. Г.; Моцохейн, Б. И.; Шинянский, А. В. // Автоматизир. электропривод. — М., 1990. — С. 14-21
- Ассоциация «Автоматизированный электропривод»: научное издание / М. Г. Юньков, А. В. Шинянский // Электротехника. — 1993. — N 6. — С. 2-3 . — ISSN 00135860

### Общественная деятельность
М. Г. Юньков был членом ВКБ(б), затем КПСС. Вступил в партию ещё на фронте, искренне верил в идеалы коммунизма и старался претворять их в жизнь.
Многие годы был главным редактором журнала «Электропривод» и членом редколлегии журнала «Электротехника».
М. Г. Юньков был одним из учредителей и организатором «Ассоциации инженеров по электроприводу».
В последние годы жизни — М. Г. Юньков — Почетный академик Академии электротехнических наук Российской Федерации.

### Награды
За участие в Великой Отечественной войне М. Г. Юньков награждён медалями «За оборону Ленинграда» (1943), «За боевые заслуги» (1944), Орденом Отечественной войны II степени (1985).
За многолетний добросовестный труд и высокие достижения в работе был награждён орденом Октябрьской Революции, двумя орденами Трудового Красного Знамени, многими медалями.
Указом Президента Российской Федерации от 09.02.1994 № 269 М. Г. Юнькову присвоено почетное звание «Заслуженный деятель науки и техники Российской Федерации».

### Семья
Жена: Юнькова (Дубова) Валентина Фёдоровна (1925—1999), закончила Московский электровакуумный техникум.
Семья М. Г. и В. Ф. Юньковых воспитала двух дочерей и двух внуков.

### Интересные факты
За годы Великой Отечественной войны каждый из братьев Юньковых — Алексей в 1943 году, а Михаил в 1944 году были награждены медалью «За боевые заслуги».